# Geli Raubal

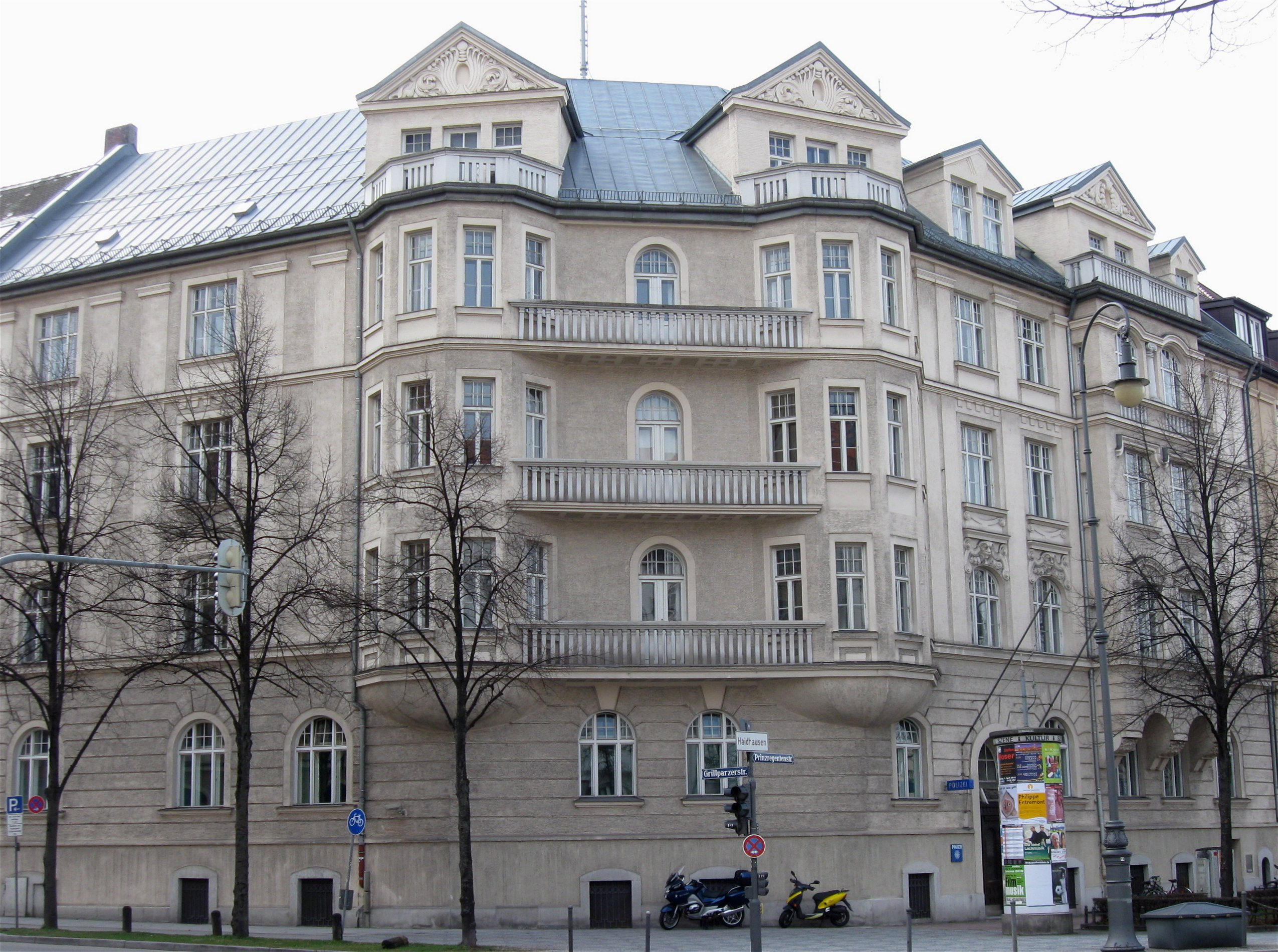
Dom przy Prinzregentenplatz 16 w Monachium, na którego drugim piętrze mieścił się apartament Hitlera, w którym zginęła Geli Raubal

Geli Raubal, właśc. Angela Maria Raubal (ur. 4 czerwca 1908 w Linzu, zm. 18 września 1931 w Monachium) – siostrzenica Adolfa Hitlera i jego domniemana kochanka.

## Życiorys
Była pierwszym dzieckiem przyrodniej siostry Adolfa Hitlera Angeli i jej męża Leo Raubala. Jej ojciec zmarł w 1910, gdy Geli miała 2 lata. W 1928, po wynajęciu przez Hitlera domu w Obersalzbergu, zaproponował on Angeli posadę gospodyni. Propozycja została przyjęta i w sierpniu 1928 Angela wraz z Geli i jej dwa lata młodszą siostrą Elfriede zamieszkały w domu Adolfa w Berghofie.
Geli spodobała się niemal dwukrotnie wówczas starszemu Adolfowi, którego określała mianem „wujek Adi”. Wraz ze wzrostem swych wpływów w kraju jako przywódcy partii nazistowskiej, Hitler miał również coraz większy, wręcz obsesyjny wpływ na siostrzenicę. Zabronił jej spotkań z przyjaciółmi i starał się, by on sam lub ktoś, komu ufał, był zawsze w jej pobliżu. Pomimo ścisłego nadzoru Geli na przekór wujowi robiła wszystko, by wymknąć się spod kontroli. Efektem jej romansu z Emilem Maurice'em – współzałożycielem SS i osobistym kierowcą Hitlera, było jego zwolnienie.
Od 1 października 1929 Hitler był najemcą apartamentu o powierzchni 400 m² na drugim piętrze kamienicy przy Prinzregentenplatz 16 w Monachium. Geli Raubal znaleziono martwą z raną postrzałową serca w apartamencie Hitlera 18 września 1931. Oficjalną przyczyną zgonu było samobójstwo, choć istniały również podejrzenia, iż została zastrzelona przez Hitlera, który mając ogromny wpływ na lokalną policję, nakazał zatuszować sprawę. Ich powodem był fakt, iż w dniach poprzedzających śmierć Geli pomiędzy nią a wujem dochodziło do ostrych sprzeczek, a broń, z której padł strzał, była własnością Hitlera. Po jej śmierci Hitler przeżył załamanie i groził popełnieniem samobójstwa.
Geli Raubal została pochowana na Cmentarzu Centralnym w Wiedniu.

## Inspiracje
Na motywach historii Geli Raubal powstał w 2005 film Uncle Adolf. Historia jej związku z Adolfem Hitlerem została również przedstawiona w filmie Hitler: Narodziny zła (2003). Postać Geli pojawia się również w powieściach Érica-Emmanuela Schmitta La Part de l’autre (wydanie polskie: Przypadek Adolfa H, Wyd. Znak, Kraków 2007, w przekładzie Ewy Wieleżyńskiej) i Andrew Nagorskiego Last Stop Vienna (wydanie polskie: Stacja końcowa – Wiedeń, wyd. Znak, Kraków 2003, w przekładzie Anny Skucińskiej).